# Абабурово (Москва)
Абабурово — селище в Ленінському районі Московської області Російської Федерації. Офіційне (зареєстроване) населення (2006) - 72 особи . Входить в сільське поселення Внуковське.
Розташоване за десять кілометрів від Московської кільцевої автомобільної дороги, між Мінським і Боровським шосе, за два кілометри від залізничної платформи «Внукове» Київського напрямку Московської залізниці.
Входить в 30-кілометрову приаеродромну зону аеропорту Внуково, у якій формально, згідно з чинним законодавством, заборонена житлова забудова.

## Фотографії

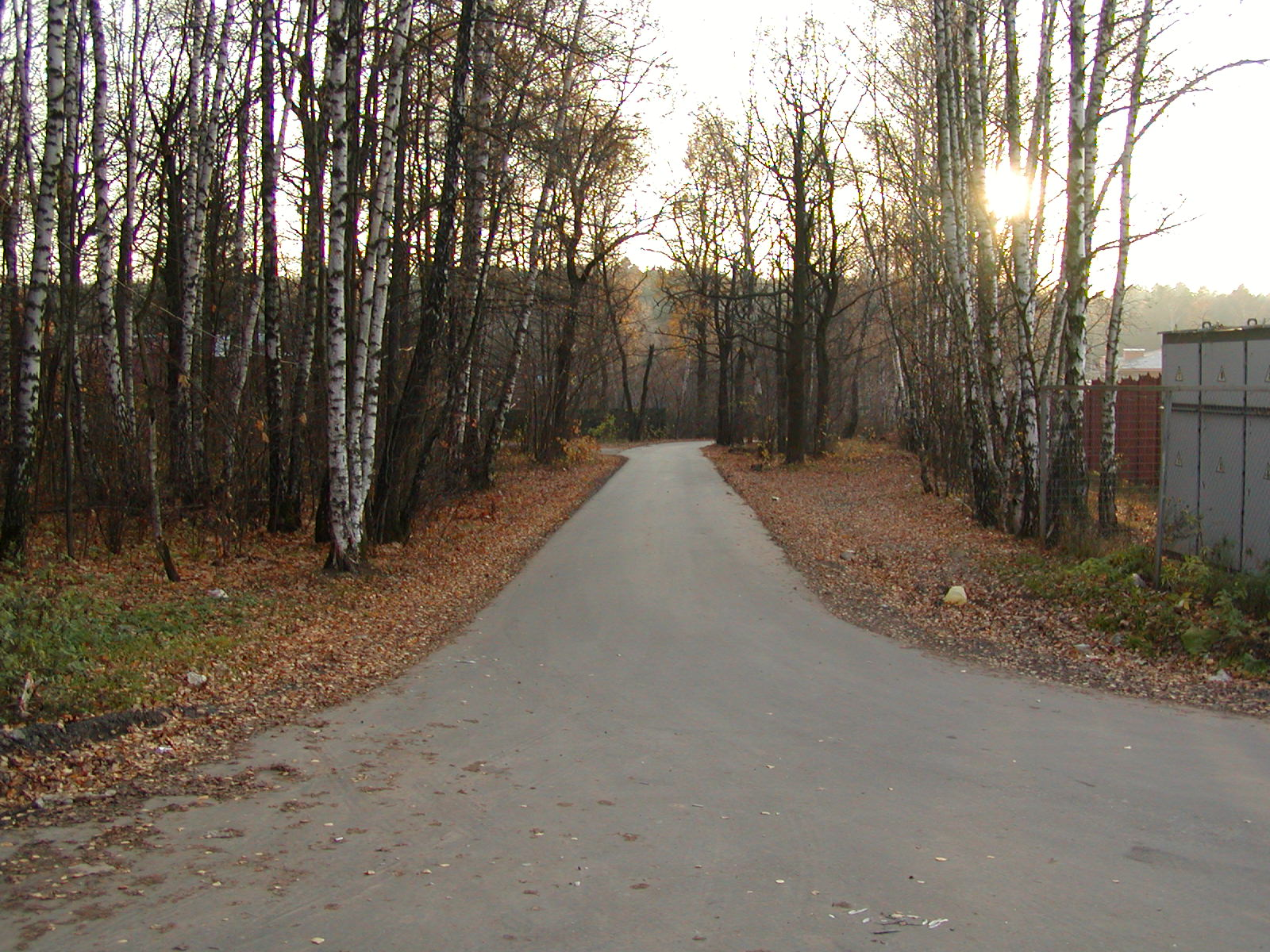
Початок Травневої вулиці
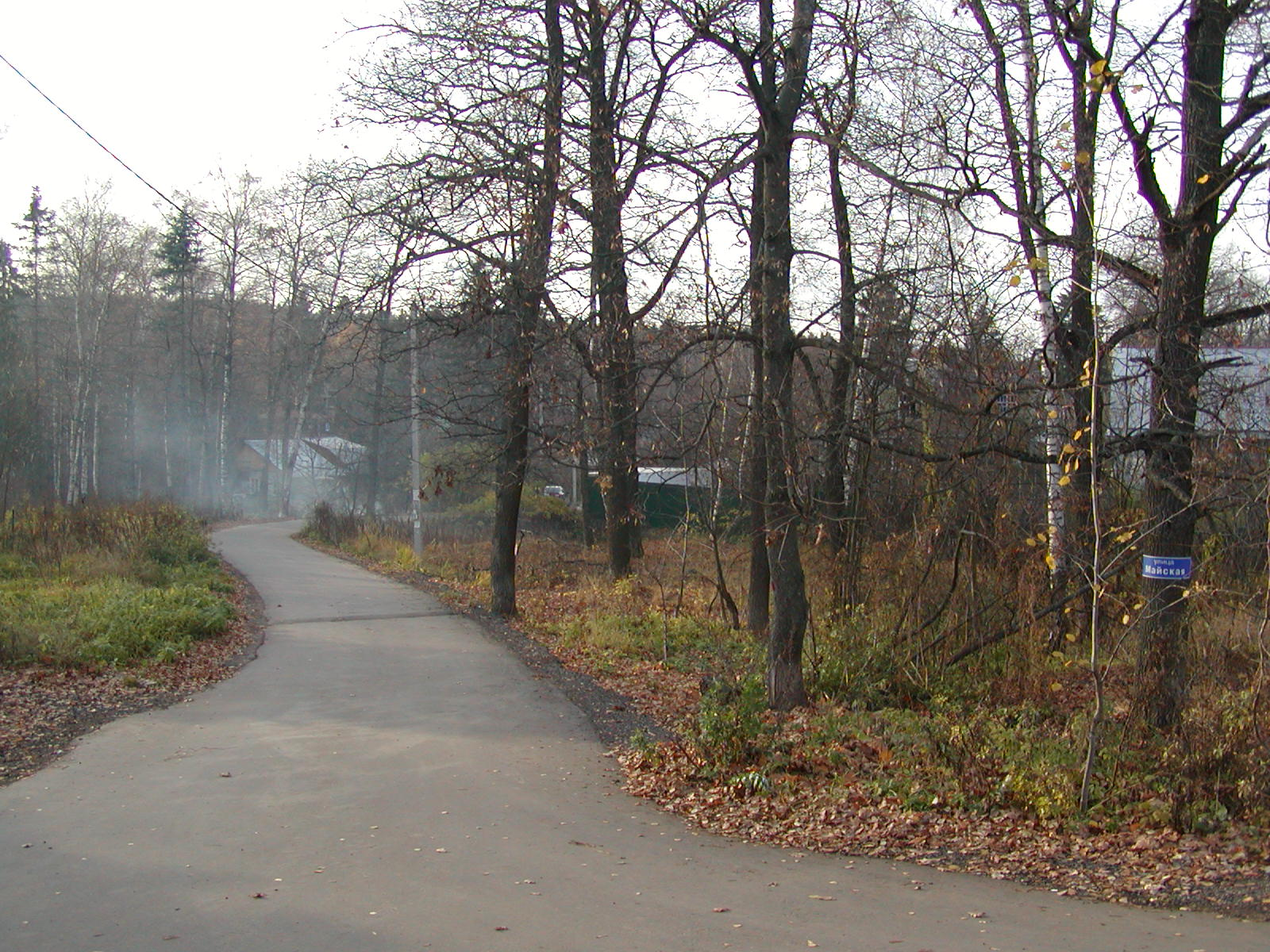
Кінець Травневої вулиці
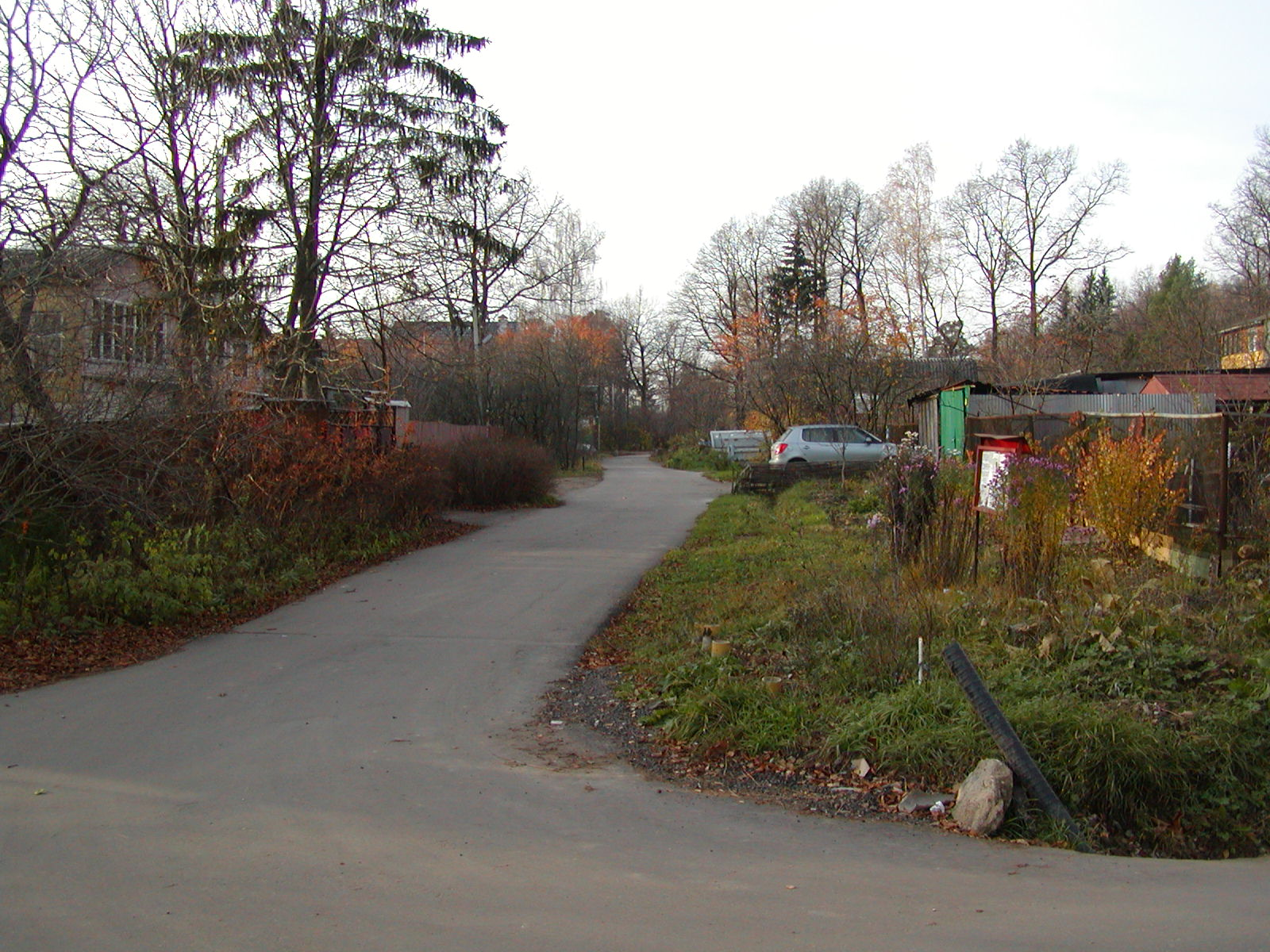
Вулиця Жовтнева
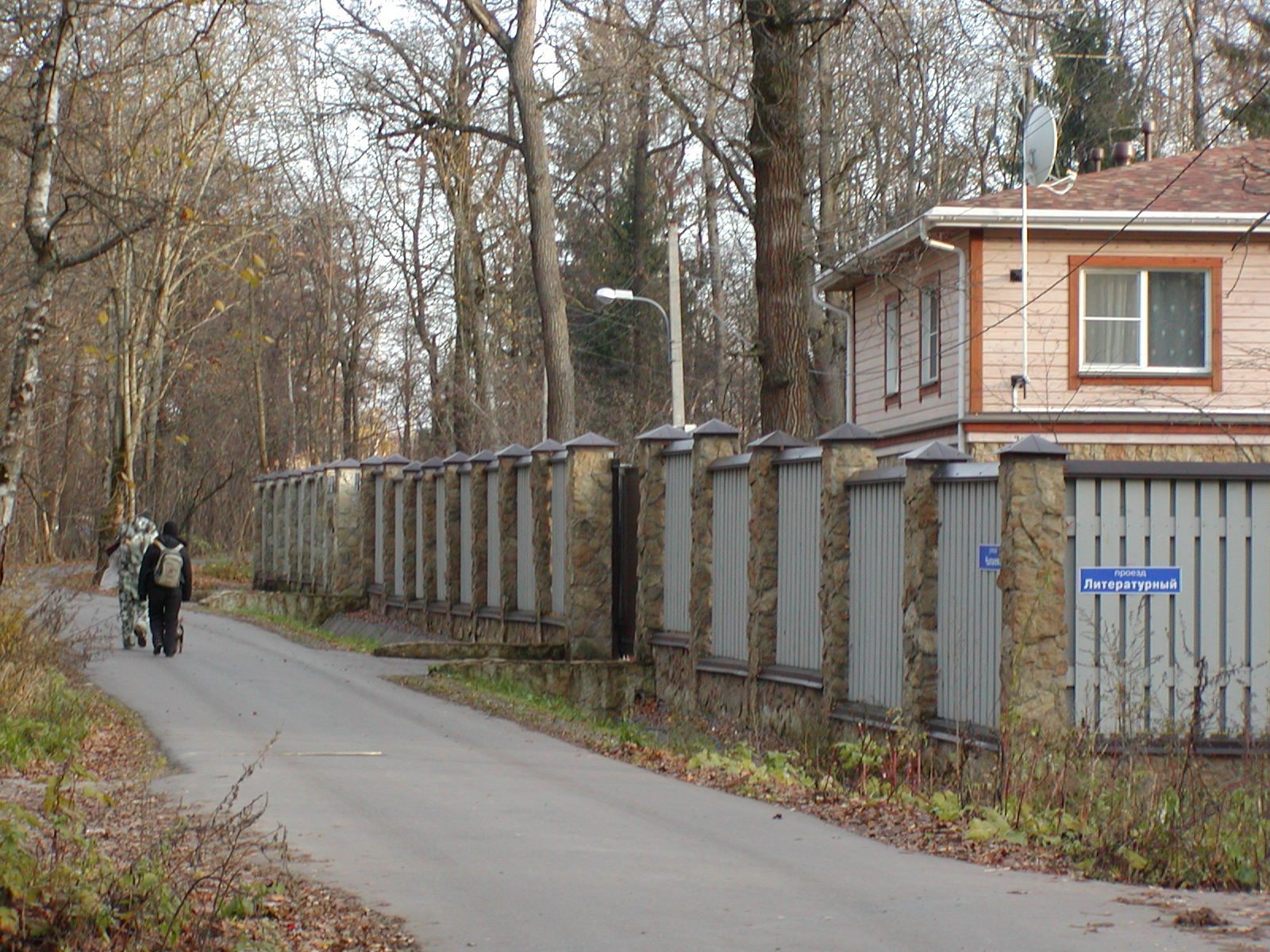
Початок вулиці Чапаєва
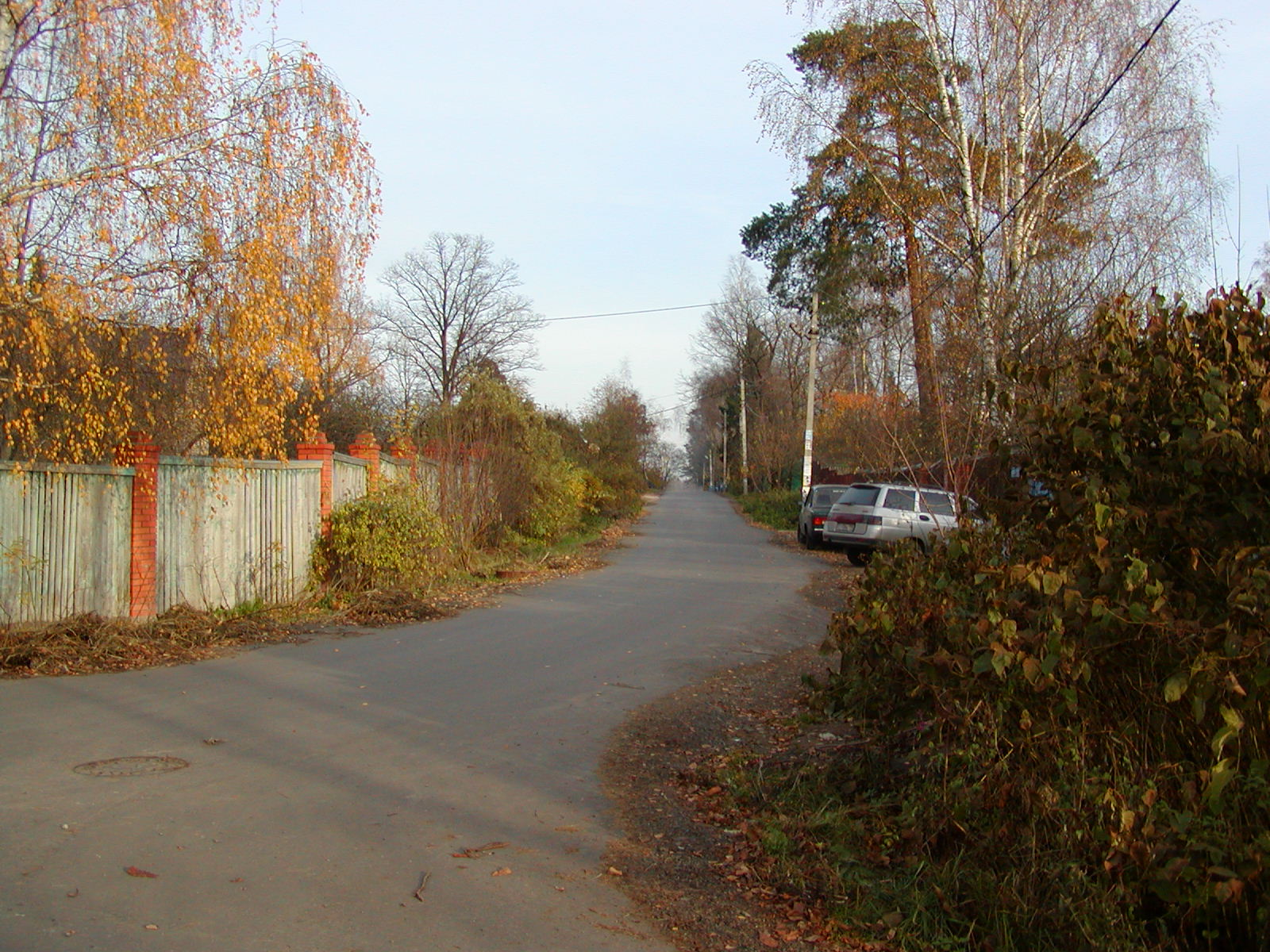
Початок вулиці Ломоносова